# Гранола

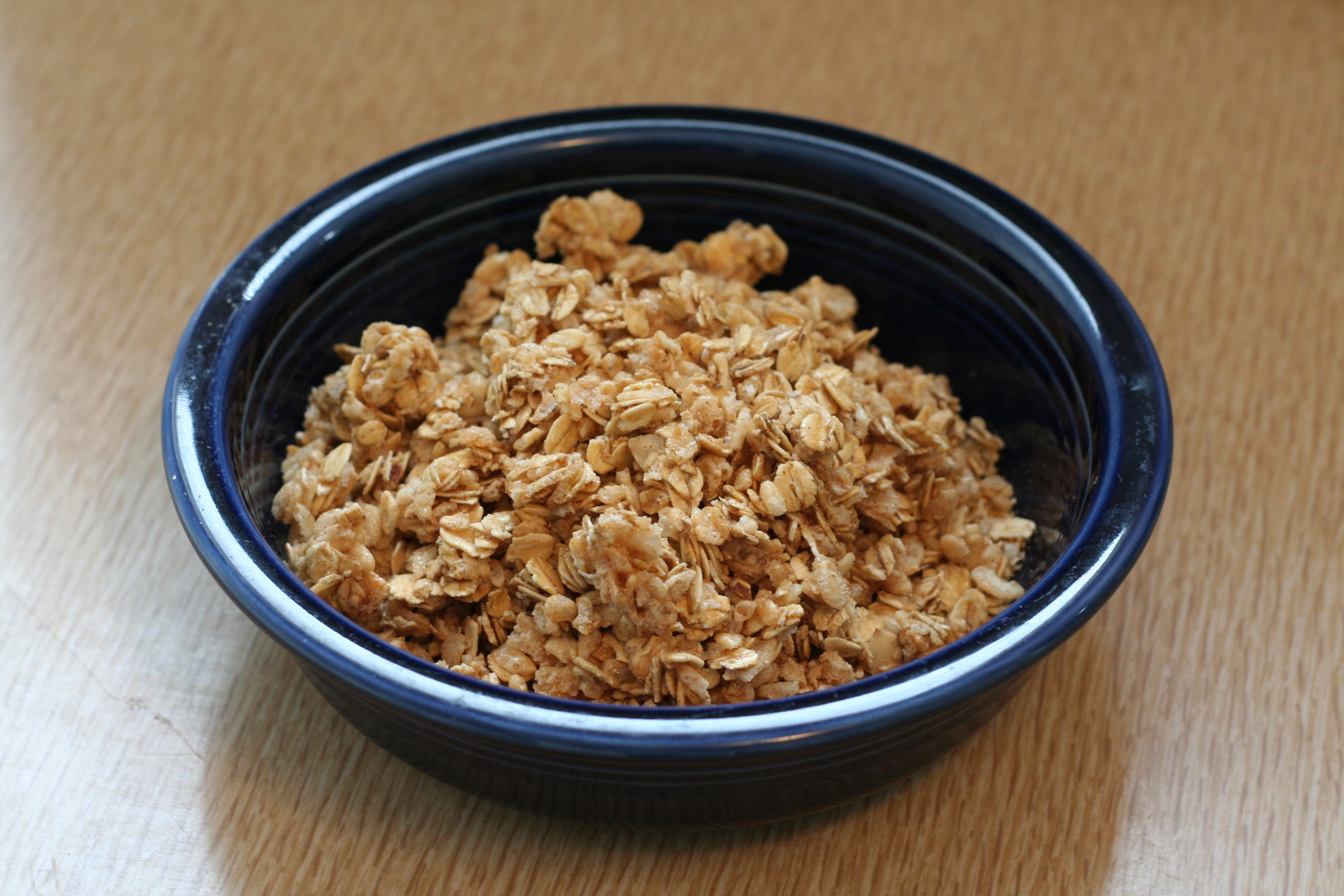
Один из вариантов гранолы

Грано́ла — традиционный для США снэк, а также блюдо для завтрака, содержащее плющеную овсяную крупу, орехи и мёд, иногда рис, которые обычно запечены до хрустящего состояния. В процессе запекания смесь периодически перемешивают, чтобы добиться рассыпчатой консистенции, как у сухих завтраков. Иногда в смесь добавляют сухофрукты, такие как изюм или финики.
Помимо стандартного использования гранолы в качестве еды на завтрак или снэка на полдник, гранолу традиционно берут в походы, поскольку она мало весит, высококалорийна и хорошо хранится; эти свойства делают её похожей на трайл-микс (завтрак туриста) или мюсли. Очень часто гранолу формуют в батончик.
Гранола хорошо сочетается с йогуртом, мёдом, клубникой, бананами, молоком и другими видами добавок. Также продукт часто используют в качестве топпингов для различных типов пирожных и десертов. Гранола, в состав которой включили льняное семя, часто применяется для того, чтобы улучшить пищеварение.

## История

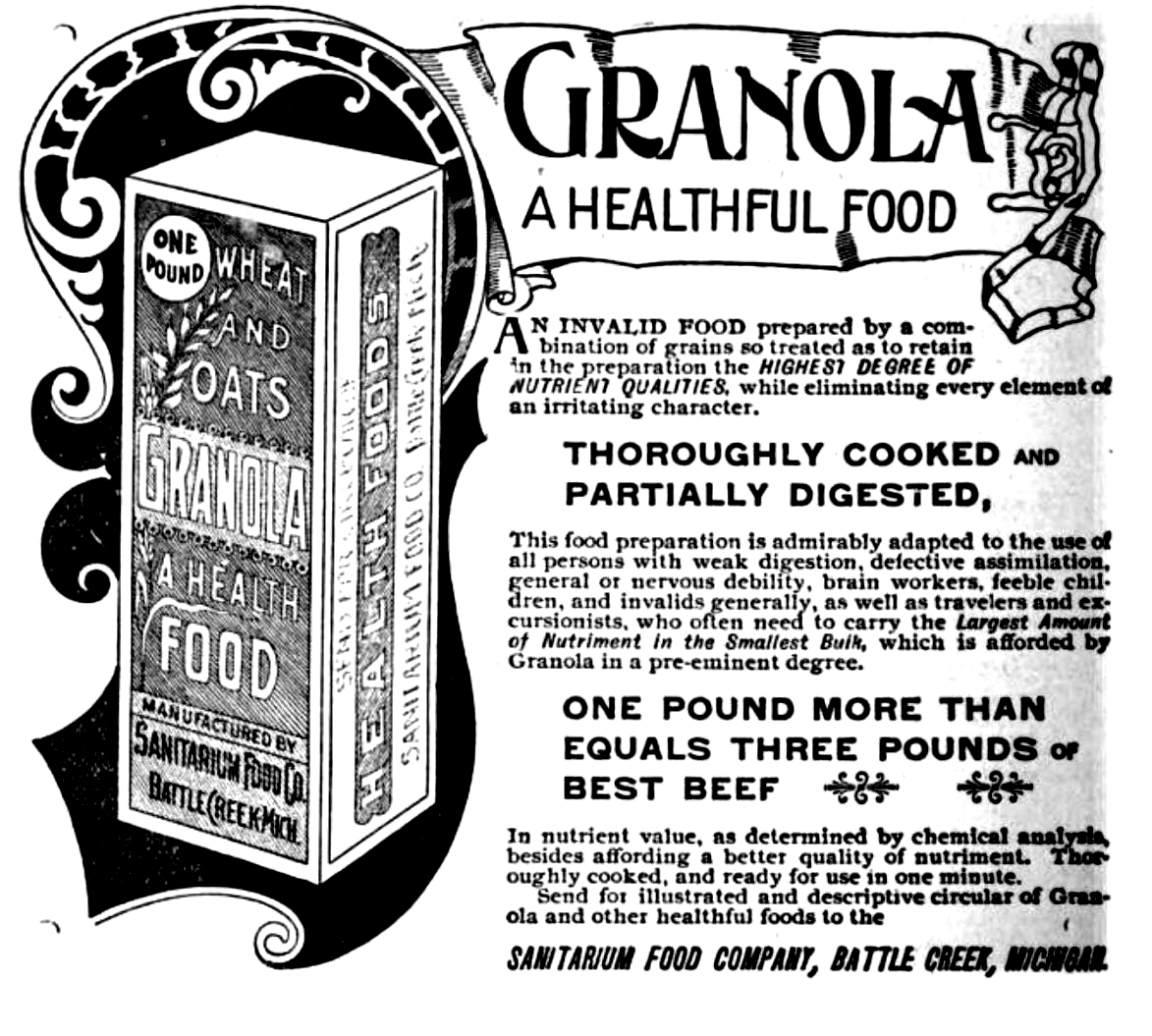
Реклама гранолы фирмы Kellogg, 1893 год

Историю продукта возводят к американскому священнику Сильвестеру Грэму, который получил известность в первой половине XIX века как пропагандист диетического питания («мука Грэма», полезность которой он обосновывал сохранением «полезных веществ» цельного зерна благодаря наличию отрубей и отказом от потенциально вредного отбеливания муки).
Продукт под наименованием «гранула» был выпущен в Денсвилле доктором Джеймсом Калебом Джексоном в его лечебном профилактории во второй половине XIX века, рецептура основывалась на идеологии Грэма — снэк также выпекался из муки Грэма. Сначала из муки делали тесто, затем раскатывали тонкие пластины, которые затем выпекали. Следующим этапом пластины ломали на кусочки неправильной формы, которые перемешивали и запекали ещё раз. Для выпуска и сбыта продукта была зарегистрирована компания Jackson’s cereal. В 1876 году производство продукта, похожего на гранолу, было освоено сыном видного адвентиста Джоном Харви Келлогом: рецептура предусматривала многократное запекание цельных злаков и их измельчение. Однако продукт не имел коммерческого успеха, и Келлог перешёл на выпуск орехов, а впоследствии — кукурузных хлопьев, ставших основным продуктом основанной им фирмы Kellogg. В 1898 году на основе рецепта Джексона выпуск гранолы под маркой «Виноградные семечки» освоен Чарльзом Постом.
В 1960-е годы продукт снова стал популярен, появились новые рецептуры и альтернативное сырьё. Так, в 1964 году Лейтон Джентри продал права на его собственный рецепт гранолы на основе овсяных хлопьев фирме Sovex. В том же году Sovex была куплена Джоном Гудбредом, а в 1967 году Джентри выкупил обратно права для деятельности на западном побережье за 1500 $, и затем продал права фирме Lassen Foods за 18 000 $. В 1972 году представлена гранола фирмы Pet Milk. Почти в это же время Quaker вывел на рынок свою «100 % натуральную гранолу», вскоре Kellogg выпустил гранолу «Country Morning», а General Mills — «Nature Valley».

## Батончик гранолы

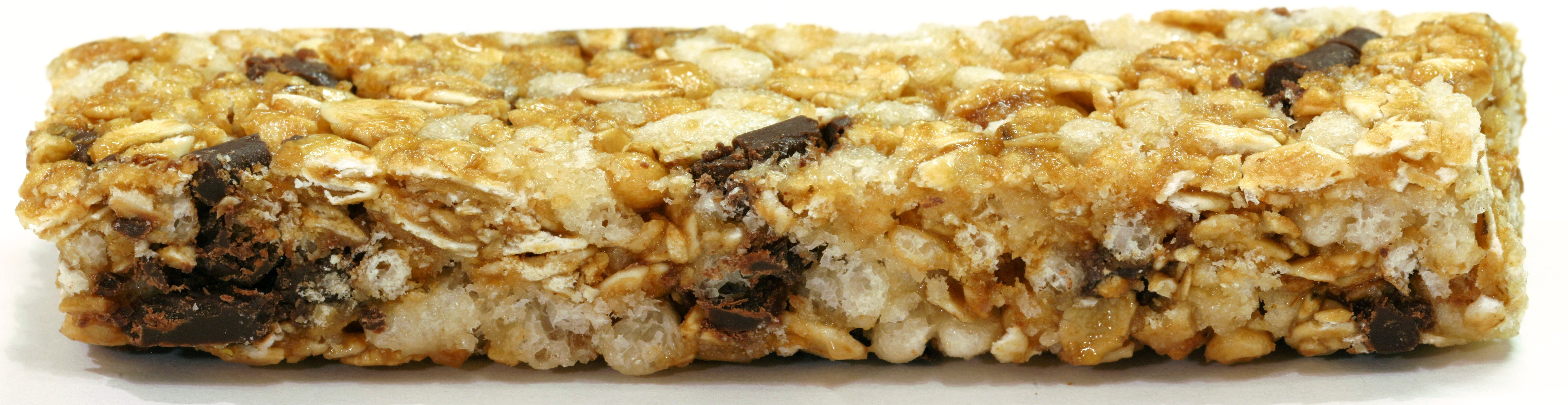
Батончик гранолы

«Батончик гранолы» впервые выпущен компанией Stanley Mason. Батончик точно такой же по составу, как обычная гранола, разница заключается в форме: вместо привычной рассыпчатой консистенции батончик спрессован и запечён в форму, что привело к производству продукта, который стал удобным снэком, который можно легко взять с собой. Продукт популярен в Соединённых Штатах и Канаде, в Европе и Бразилии, Южной Африке и Японии.
Разновидностью батончика гранолы является «жевательный гранола-батончик». Для этой формы батончиков время запекания овсяных хлопьев укорочено или термическая обработка совсем отсутствует, что определяет текстуру, которая получается жевательной, в отличие от традиционных батончиков гранолы. Некоторые производители, такие как Kellogg, предпочитают использовать названия «злаковый батончик» или «батончик-закуска».
Похожие батончики появились в Германии и Великобритании, известны под названиями «флэпджек» (англ. flapjack) или «батончик-мюсли» (есть и другие названия и разновидности продуктов с похожими ингредиентами, такие как «овсяный батончик», «снэк-бар», «злак-бар»).
Первый батончик гранолы, проданный в США, был запатентован и произведён Эдвардом Тайером, под защитой этого патента выпускались следующие продукты: «Peanut Butter Crunch», «Granola Crunch», «Granola Grabber». Тайер работал только с Lassen Natural Foods до партнерства с Уильамом Халстедом и до создания Sierra Natural Foods, где они производили гранолу и открыли продовольственный магазин.